# Mimochariergus fluminensis
Mimochariergus fluminensis là một loài bọ cánh cứng trong họ Cerambycidae.